# Pis
Pis är en kommun i departementet Gers i regionen Occitanien i sydvästra Frankrike. Kommunen ligger i kantonen Fleurance som tillhör arrondissementet Condom. År 2022 hade Pis 95 invånare.

## Befolkningsutveckling
Antalet invånare i kommunen Pis
Referens:INSEE